# 王孟杰
王孟杰 （2002年11月9日—2018年2月14日）是美国初级预备军官训练团一名学员，同时他也是2018年佛罗里达校园枪击案中罹难的玛乔里·斯通曼·道格拉斯中学学生。王孟杰出生于美国纽约市的布鲁克林区，而在佛罗里达州的布劳沃德县成长，他在去世时还是一名高中新生。
在玛乔里·斯通曼·道格拉斯中学枪击案发生的时候，王孟杰帮助同学打开一个出口以逃避枪击者的追杀。为表彰王孟杰的行为，初级预备军官训练团追授其预备军官训练团英勇勋章；同时美国西点军校以其行为彰显该校所倡导信条为由而极其罕见地破例在王孟杰身后录取他。

## 生平
王孟杰于2002年11月9日出生在美国纽约市的布鲁克林， 他的父母是美籍华裔餐厅业主，他还有两个年幼的弟弟。 他在佛罗里达州的布劳沃德县长大，并于学龄前到二年级的时候就读于迈阿密花园市的一所名为“笔板学院（Pentab Academy）”私立学校。 之所以在这里就读的原因是当时王孟杰的父母在学校对面拥有一家餐厅。
后来王孟杰转学进入韦斯切斯特小学（Westchester Elementary School）和索格拉斯温泉中学（Sawgrass Springs Middle School）继续接受教育，这两所学校是布劳沃德县公立学校的组成部分。
2017年，王孟杰在玛乔里·斯通曼·道格拉斯中学开始了其高中新生生涯，同时他也成为了该校初级预备军官训练团的一名活跃学员。在2018年枪击案中，王孟杰和其他几名初级预备军官训练团学员都在事件中罹难。
王孟杰的邻居杰西·潘（Jesse Pan）表示王孟杰正计划考取西点军校并“为国奉献”。
王孟杰会说英语和汉语。

## 死亡
2018年2月14日，19岁的玛乔里·斯通曼·道格拉斯中学学生尼可拉斯·克鲁兹（Nikolas Cruz）疑似在启动校内火警报警设备之后，开始持枪在校园内射击。此时王孟杰正在校内的学习大厅里，而大厅的门锁被密码锁死。 据报道，王孟杰当时身着初级预备军官训练团制服。当他听到枪声后，他想办法打开了大门并协助其他师生逃离。 而他被随后赶来的枪手射中，后被送医。起初他家人被告知王孟杰失踪，但随后获知王孟杰在枪击案中伤重不治。 王孟杰罹难时得年15岁。2月20日，王孟杰的葬礼在科勒爾斯普林斯举行。

## 身后影响
王孟杰去世后，他的朋友、家人和老师都谈及了他。有人形容他在2018年佛罗里达校园枪击案中的行为表现堪称英勇。 而玛乔里·斯通曼·道格拉斯中学的历史老师厄尼·露史庇爱尔史奇（Ernie Rospierski）说道：
|  | ……我亲眼目睹了我的一个学生，他叫王孟杰，当子弹朝着他飞来的时候，他却撑着门来帮助其他人撤离。我不知道有多少成年人能有他那样的勇气，而他却还只有15岁。 |

许多美国人民在我们人民请愿，希望美军能够因为王孟杰在枪击案中为同学和老师打开门的英勇行为给予他完全军事荣誉制的葬礼。 “他的无私和英勇行为使得十余人幸存下来，王孟杰的死像一名英雄，他值得受到这样的待遇，他值得享有完全军事荣誉制的葬礼。”请愿书中如是写道。 目前该份请愿书已经收获超过10万份签名，按例应该得到白宫的回应。 但是鉴于特朗普总统自上任以来就从未回应过这些网络请愿，因此尚不得知这份请愿书是否会得到回复。
2018年11月22日，其生前同学凯尔·卡舒夫（Kyle Kashuv）再次在我们人民请愿，希望能授予其总统自由勋章。截止至12月16日，该请愿仅获得3万签名，与其目标——至12月22日获得10万签名——相去甚远。

## 所获奖励

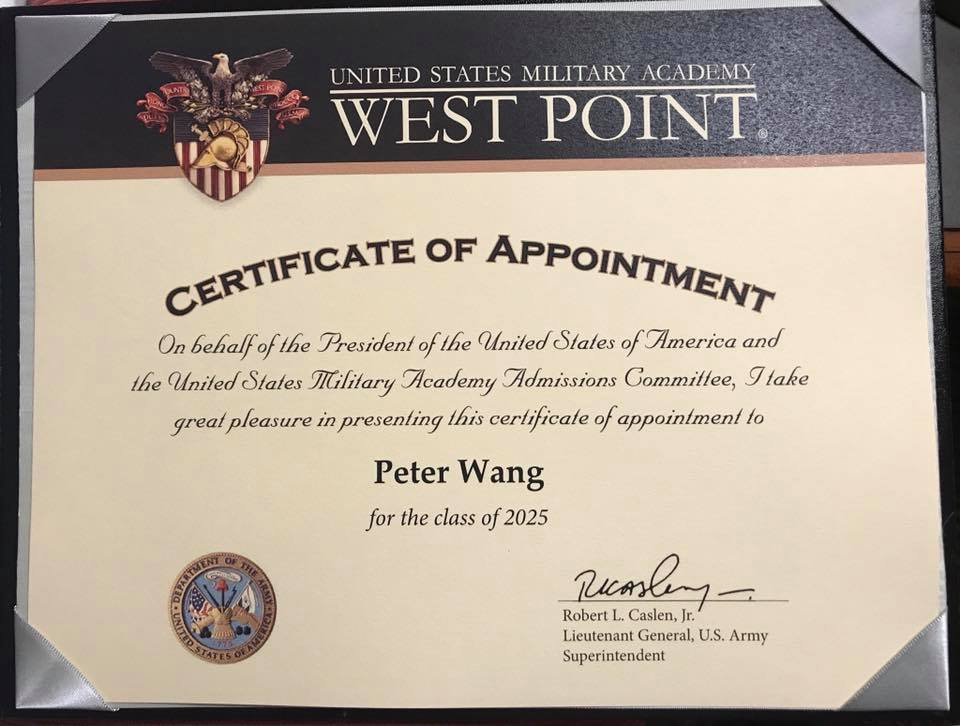
西点军校追授给王孟杰的录取通知书，将录取其成为2025届的新生。

王孟杰在枪击案中的英勇表现得到了美国上下的表彰。在联邦政府层面，他被美国陆军追授预备军官训练团英勇勋章； 同时他还被西点军校追认为2025届学生，这是一个“非常罕见”的行为。 此外，佛罗里达州州政府下令佛罗里达州国民警卫队为王孟杰主持葬礼。
关于追认王孟杰学生资格一事，西点军校表示“这是本校向这位勇敢年轻人致敬的恰当表示”。